# Coupe du monde de ski acrobatique 2003-2004
Navigation
Édition précédente Édition suivante
La Coupe du monde de ski acrobatique 2003-2004 est la vingt-cinquième édition de la Coupe du monde de ski acrobatique organisée par la Fédération internationale de ski. Elle comprend cinq épreuves : le ski de bosses, le ski de bosses en parallèle, le saut acrobatique, le ski cross et le half-pipe.
La Norvégienne Kari Traa conserve son titre, le troisième, tandis que le Canadien Steve Omischl est sacré pour la première fois.

## Déroulement de la compétition
La saison commence avec une étape avancée début septembre dans l’hémisphère sud, à Mont Buller en Australie, avant de reprendre plus tard dans l'hémisphère nord et de se terminer mi mars 2004 par des finales dans la station italienne de Sauze d'Oulx. Elle comprend treize étapes : une en Océanie, quatre en Amérique du nord, trois en Asie et neuf en Europe (dont Špindlerův Mlýn et Les Contamines où le ciruit passe deux fois). Elle et se déroule du 6 septembre 2003 au 14 mars 2004.
Pour la première fois, la coupe du monde intègre une nouvelle épreuve, déjà présente dans les échelons de compétition inférieurs : le half-pipe. Par ailleurs, les épreuves de ski de bosses et le ski de bosses en parallèle comptent désormais pour le même classement.
La spécialiste des bosses Norvégienne Kari Traa remporte son troisième titre consécutif après ceux de 2002 et 2003 tandis que le Canadien spécialiste du saut Steve Omischl remporte pour la première fois le classement général.
| \| Mont Buller \| Sites des compétitions de ski acrobatique en Australie |
| Mont Buller                                                              |

| Mont Buller |

| \| Inawashiro Harbin Mont Naeba \| Sites des compétitions de ski acrobatique en Asie |
| Inawashiro Harbin Mont Naeba                                                         |

| Inawashiro Harbin Mont Naeba |

| \| Mont Tremblant Lake Placid Fernie Deer Valley \| Sites des compétitions de ski acrobatique en Amérique du Nord |
| Mont Tremblant Lake Placid Fernie Deer Valley                                                                     |

| Mont Tremblant Lake Placid Fernie Deer Valley |

| \| Saas-Fee Tignes Madonna di Campiglio Les Contamines Pozza di Fassa Laax Airolo Sauze d'Oulx \| Sites des compétitions de ski acrobatique dans les Alpes |
| Saas-Fee Tignes Madonna di Campiglio Les Contamines Pozza di Fassa Laax Airolo Sauze d'Oulx                                                                |

| Saas-Fee Tignes Madonna di Campiglio Les Contamines Pozza di Fassa Laax Airolo Sauze d'Oulx |

| \| Mont Buller \| Sites des compétitions de ski acrobatique en Australie |
| Mont Buller                                                              |

| Mont Buller |

| \| Inawashiro Harbin Mont Naeba \| Sites des compétitions de ski acrobatique en Asie |
| Inawashiro Harbin Mont Naeba                                                         |

| Inawashiro Harbin Mont Naeba |

| \| Mont Tremblant Lake Placid Fernie Deer Valley \| Sites des compétitions de ski acrobatique en Amérique du Nord |
| Mont Tremblant Lake Placid Fernie Deer Valley                                                                     |

| Mont Tremblant Lake Placid Fernie Deer Valley |

| \| Saas-Fee Tignes Madonna di Campiglio Les Contamines Pozza di Fassa Laax Airolo Sauze d'Oulx \| Sites des compétitions de ski acrobatique dans les Alpes |
| Saas-Fee Tignes Madonna di Campiglio Les Contamines Pozza di Fassa Laax Airolo Sauze d'Oulx                                                                |

| Saas-Fee Tignes Madonna di Campiglio Les Contamines Pozza di Fassa Laax Airolo Sauze d'Oulx |

| \| Ruka Špindleruv Mlýn \| Sites des compétitions de ski acrobatique en Europe hors Alpes |
| Ruka Špindleruv Mlýn                                                                      |

| Ruka Špindleruv Mlýn |

## Classements

### Général
La saison compte trente-sept épreuves : douze en saut acrobatique, douze en ski de bosses, deux en ski de bosses en parallèle, huit en ski cross et trois en half-pipe.
| Rang | Nom                | Points |
| ---- | ------------------ | ------ |
| 1    | Steve Omischl      | 76.00  |
| 2    | Mathias Wecxsteen  | 74.00  |
| 3    | Laurent Favre (pl) | 70.00  |
| 4    | Janne Lahtela      | 64.00  |
| 5    | Vincent Estorc     | 63.00  |

| Rang | Nom             | Points |
| ---- | --------------- | ------ |
| 1    | Kari Traa       | 104.00 |
| 2    | Marie Martinod  | 100.00 |
| 3    | Virginie Faivre | 80.00  |
| 4    | Alisa Camplin   | 79.00  |
| 5    | Jennifer Heil   | 67.00  |

### Saut acrobatique
Chez les femmes comme lors de saison précédente l’Australienne Alisa Camplin s'impose assez largement (dix podiums dont sept victoires en douze manches) devant sa compatriote Lydia Ierodiaconou (sept podiums dont deux victoires) qui n'est cette fois pas concurrencé par Veronika Bauer. La Suisse Evelyne Leu finit troisième de ce classement (trois podiums) et est la seule nouvelle dans le top cinq mondial. Chez les hommes le numéro deux de 2003, le Canadien Steve Omischl profite de la défaillance de Dmitri Arkhipov (en) (le champion en titre) pour remporter son premier globe de cristal grâce à neuf podiums dont six victoires. Il devance les deux Biélorusses Dmitri Dashchinsky (cinq podiums, deux victoires) et Alexei Grishin (trois podiums, deux victoires).
| Rang | Nom                | Points |
| ---- | ------------------ | ------ |
| 1    | Steve Omischl      | 918.00 |
| 2    | Dmitri Dashchinsky | 708.00 |
| 3    | Alexei Grishin     | 498.00 |
| 4    | Aleš Valenta       | 470.00 |
| 5    | Joe Pack           | 388.00 |

| Rang | Nom                | Points |
| ---- | ------------------ | ------ |
| 1    | Alisa Camplin      | 948.00 |
| 2    | Lydia Ierodiaconou | 679.00 |
| 3    | Evelyne Leu        | 467.00 |
| 4    | Anna Zukal (pl)    | 442.00 |
| 5    | Li Nina            | 433.00 |

### Bosses
Pour la première fois depuis l'introduction du ski de bosses en parallèle comme une discipline du circuit de la Coupe du monde, en 1995-1996, les deux disciplines du ski de bosses et du ski de bosses en parallèle sont comptabilisées dans un classement commun. La répartition est inégale puisque la saison compte douze épreuves de ski de bosses classique pour seulement deux épreuves de parallèle.
Chez les femmes la tenante américaine du titre, Shannon Bahrke, ne renouvelle pas la performance avec "seulement" quatre podiums. La championne norvégienne Kari Traa (vainqueurs des classements de bosses en 2001 et 2002 et de ceux de bosses en parallèle en 1998 et 2000) montent sur sept podiums, dont cinq fois en vainqueur. Mais comme lors de la saison passée cela ne suffis pas, et cette fois c'est la Canadienne Jennifer Heil qui lui ravi le titre grâce à neuf podiums, dont trois victoires. Comme en 2003 l'Autrichienne Margarita Marbler complète ce podium.
Chez les hommes les skieurs Américains et Finlandais se partagent l'essentiel des podiums, à l'avantage des Américains : vingt-trois podiums dont huit victoires pour eux contre treize podiums dont cinq victoires pour les Finlandais. Mais les skieurs Américains sont plus nombreux pour réaliser cette performance alors que c'est Janne Lahtela qui est à l'origine de la plupart des podiums finlandais : neuf podiums cinq victoires pour lui, et le globe de cristal à la clef, son sixième, devant quatre Américains (ils sont mêmes six parmi les huit premiers). Le premier de ses poursuivants est Toby Dawson (sept podiums dont trois victoires), suivi de Jeremy Bloom (cinq podiums dont une victoire).
| Rang | Nom                | Points |
| ---- | ------------------ | ------ |
| 1    | Janne Lahtela      | 891.00 |
| 2    | Toby Dawson        | 712.00 |
| 3    | Jeremy Bloom       | 600.00 |
| 4    | Travis Cabral (en) | 564.00 |
| 5    | Nathan Roberts     | 486.00 |

| Rang | Nom               | Points |
| ---- | ----------------- | ------ |
| 1    | Jennifer Heil     | 940.00 |
| 2    | Kari Traa         | 867.00 |
| 3    | Margarita Marbler | 764.00 |
| 4    | Hannah Kearney    | 665.00 |
| 5    | Shannon Bahrke    | 501.00 |

### Ski cross
Après une première saison tronquée avec seulement 3 épreuves, le ski cross est consacré comme discipline à part entière avec huit courses dans la saison. Avec cinq podiums dont trois victoires la Française Ophélie David succède à sa compatriote Valentine Scuotto, devant la Suisse Franziska Steffen (trois deuxième place et une victoire lors des quatre premières courses mais moins de réussite par la suite), pour le premier titre d'une longue série (7 consécutifs). Chez les hommes Enak Gavaggio le dauphin de Hiroomi Takizawa (en) en 2003 remporte trois des huit courses. Le Suédois Jesper Brugge (de) n'en gagne qu'une, mais plus régulier il monte sur cinq autres podiums ce qui lui permet de devancer le Français lors du classement final.
| Rang | Nom                   | Points |
| ---- | --------------------- | ------ |
| 1    | Jesper Brugge (de)    | 483.00 |
| 2    | Enak Gavaggio         | 464.00 |
| 3    | Roman Hofer (de)      | 420.00 |
| 4    | Hiroomi Takizawa (en) | 345.00 |
| 5    | Xavier Kuhn           | 325.00 |

| Rang | Nom                     | Points |
| ---- | ----------------------- | ------ |
| 1    | Ophélie David           | 535.00 |
| 2    | Franziska Steffen       | 455.00 |
| 3    | Magdalena Iljans        | 438.00 |
| 4    | Josefiina Kilpinen (fi) | 396.00 |
| 5    | Saša Farič              | 360.00 |

### Half-pipe
Pour la première fois le half-pipe est au programme de la coupe du monde, avec trois étapes et un classement propre. Cette première saison est marquée par un doublé français.
Chez les femmes Marie Martinod règne sans partage en remportant les trois épreuves, et bien sûr le titre, devant la Suisse Virginie Faivre (trois fois deuxième) et la Française Marie Andrieux (une fois troisième). Chez les hommes c'est moins la domination d'un homme que d’une nation. Les skieurs Français trustent l’intégralité des places sur les trois podiums de la saisons, et on les retrouvent au cinq plus hautes places du classement final. Individuellement c'est Mathias Wecxsteen le meilleur avec deux victoires, devant Laurent Favre (pl) (une victoire et une troisième place) et Vincent Estorc (pl) deux podiums).
| Rang | Nom                      | Points |
| ---- | ------------------------ | ------ |
| 1    | Mathias Wecxsteen        | 222.00 |
| 2    | Laurent Favre (pl)       | 210.00 |
| 3    | Vincent Estorc (pl)      | 190.00 |
| 4    | Aurélien Fornier (pl)    | 154.00 |
| 5    | Mickaël Moh Navarro (pl) | 130.00 |

| Rang | Nom             | Points |
| ---- | --------------- | ------ |
| 1    | Marie Martinod  | 300.00 |
| 2    | Virginie Faivre | 240.00 |
| 3    | Marie Andrieux  | 160.00 |
| 4    | Kari Traa       | 120.00 |
| 5    | Audrey Faivre   | 90.00  |

## Calendrier et podiums

### Hommes
| Date             | Lieu                 | Épreuve             | Vainqueur | Second | Troisième |
| ---------------- | -------------------- | ------------------- | --- | --- | --- |
| 6 septembre 2003 | Mont Buller          | Saut                | Steve Omischl | Ou Xiaotao (pl) | Christian Kaufmann (pl) |
| 7 septembre 2003 | Mont Buller          | Saut                | Steve Omischl | Alexei Grishin | Martin Walti (pl) |
| 22 novembre 2003 | Saas-Fee             | Half-pipe           | Mathias Wecxsteen | Vincent Estorc (pl) | Arnaud Rougier (pl) |
| 23 novembre 2003 | Saas-Fee             | Ski cross           | Patrick Schmid (pl) | Isidor Grüner (de) | Lars Lewén |
| 5 décembre 2003  | Ruka                 | Saut                | Dmitri Dashchinsky | Kyle Nissen | Stanislav Kravchuk |
| 6 décembre 2003  | Ruka                 | Bosses              | Janne Lahtela | Jeremy Bloom | Mikko Ronkainen |
| 10 décembre 2003 | Tignes               | Bosses              | Épreuves annulées à cause de températures trop élevées. Les bosses sont reprises à Madonna di Campiglio le 19 décembre 2003 et le ski cross à Pozza di Fassa le 10 janvier 2004. | Épreuves annulées à cause de températures trop élevées. Les bosses sont reprises à Madonna di Campiglio le 19 décembre 2003 et le ski cross à Pozza di Fassa le 10 janvier 2004. | Épreuves annulées à cause de températures trop élevées. Les bosses sont reprises à Madonna di Campiglio le 19 décembre 2003 et le ski cross à Pozza di Fassa le 10 janvier 2004. |
| 11 décembre 2003 | Tignes               | Ski cross           | Épreuves annulées à cause de températures trop élevées. Les bosses sont reprises à Madonna di Campiglio le 19 décembre 2003 et le ski cross à Pozza di Fassa le 10 janvier 2004. | Épreuves annulées à cause de températures trop élevées. Les bosses sont reprises à Madonna di Campiglio le 19 décembre 2003 et le ski cross à Pozza di Fassa le 10 janvier 2004. | Épreuves annulées à cause de températures trop élevées. Les bosses sont reprises à Madonna di Campiglio le 19 décembre 2003 et le ski cross à Pozza di Fassa le 10 janvier 2004. |
| 19 décembre 2003 | Madonna di Campiglio | Bosses,             | Janne Lahtela | Mikko Ronkainen | Toby Dawson |
| 20 décembre 2003 | Madonna di Campiglio | Bosses              | Nathan Roberts | Janne Lahtela | Travis Cabral (en) |
| 7 janvier 2004   | Les Contamines       | Ski cross           | Enak Gavaggio | Xavier Kuhn | Hiroomi Takizawa (en) |
| 8 janvier 2004   | Les Contamines       | Half-pipe           | Épreuve reportée au 8 mars 2004. | Épreuve reportée au 8 mars 2004. | Épreuve reportée au 8 mars 2004. |
| 10 janvier 2004  | Pozza di Fassa       | Ski cross,          | Karl Heinz Molling (de) | Jesper Brugge (de) | Hiroomi Takizawa (en) |
| 11 janvier 2004  | Pozza di Fassa       | Ski cross           | Enak Gavaggio | Jesper Brugge (de) | Mathias Collomb-Patton (pl) |
| 10 janvier 2004  | Mont Tremblant       | Bosses              | Marc-André Moreau | Luke Westerlund (pl) | Tapio Luusua |
| 11 janvier 2004  | Mont Tremblant       | Saut                | Alexei Grishin | Warren Shouldice | Ou Xiaotao (pl) |
| 16 janvier 2004  | Lake Placid          | Saut                | Steve Omischl | Aleš Valenta | Dmitri Dashchinsky |
| 17 janvier 2004  | Lake Placid          | Bosses              | Janne Lahtela | Luke Westerlund (pl) | Travis Cabral (en) |
| 18 janvier 2004  | Lake Placid          | Saut                | Steve Omischl | Alexei Grishin | Ryan Blais (pl) |
| 18 janvier 2004  | Laax                 | Ski cross           | Enak Gavaggio | Roman Hofer (de) | Hiroomi Takizawa (en) |
| 24 janvier 2004  | Fernie               | Bosses en parallèle | Jim Schiman (pl) | Nathan Roberts | Vladimir Tiumentsev |
| 25 janvier 2004  | Fernie               | Saut                | Aleš Valenta | Steve Omischl | Ryan Blais (pl) |
| 30 janvier 2004  | Deer Valley          | Bosses              | Toby Dawson | Janne Lahtela | Travis Cabral (en) |
| 31 janvier 2004  | Deer Valley          | Saut                | Dmitri Dashchinsky | Steve Omischl | Jeret Peterson |
| 31 janvier 2004  | Deer Valley          | Bosses en parallèle | Janne Lahtela | Jeremy Bloom | Toby Dawson |
| 31 janvier 2004  | Špindlerův Mlýn      | Ski cross           | Xavier Kuhn | Jesper Brugge (de) | Roman Hofer (de) |
| 14 février 2004  | Inawashiro           | Bosses              | Toby Dawson | Jim Schiman (pl) | Jeremy Bloom |
| 15 février 2004  | Inawashiro           | Bosses en parallèle | Travis Cabral (en) | Toby Dawson | Mikko Ronkainen |
| 14 février 2004  | Harbin               | Saut                | Alexei Grishin | Dmitri Dashchinsky | Sen Qui |
| 15 février 2004  | Harbin               | Saut                | Steve Omischl | Joe Pack | Sen Qui |
| 21 février 2004  | Mont Naeba           | Ski cross           | Hiroomi Takizawa (en) | Massimiliano Iezza (de) | Jesper Brugge (de) |
| 22 février 2004  | Mont Naeba           | Bosses              | Toby Dawson | Travis Cabral (en) | Jeremy Bloom |
| 28 février 2004  | Špindlerův Mlýn      | Saut                | Ou Xiaotao (pl) | Steve Omischl | Joe Pack |
| 1er mars 2004    | Špindlerův Mlýn      | Bosses              | Jeremy Bloom | Janne Lahtela | Toby Dawson |
| 6 mars 2004      | Airolo               | Bosses              | Épreuve annulée | Épreuve annulée | Épreuve annulée |
| 7 mars 2004      | Airolo               | Bosses              | David Babic (pl) | Pierre-Alexandre Rousseau | Janne Lahtela |
| 8 mars 2004      | Les Contamines       | Half-pipe,          | Laurent Favre (pl) | Mickaël Moh Navarro (pl) | Vincent Estorc |
| Finales          |                      |                     | | | |
| 10 mars 2004     | Sauze d'Oulx         | Saut                | Steve Omischl | Dmitri Arkhipov (en) | Dmitri Dashchinsky |
| 12 mars 2004     | Sauze d'Oulx         | Ski cross           | Jesper Brugge (de) | Roman Hofer (de) | Lars Lewén |
| 13 mars 2004     | Sauze d'Oulx         | Half-pipe           | Mathias Wecxsteen | Aurélien Fornier (pl) | Laurent Favre (pl) |
| 14 mars 2004     | Sauze d'Oulx         | Bosses              | Janne Lahtela | Pierre-Alexandre Rousseau | David Babic (pl) |

### Femmes
| Date             | Lieu                 | Épreuve             | Vainqueur | Second | Troisième |
| ---------------- | -------------------- | ------------------- | --- | --- | --- |
| 6 septembre 2003 | Mont Buller          | Saut                | Xu Nannan | Alisa Camplin | Lydia Ierodiaconou |
| 7 septembre 2003 | Mont Buller          | Saut                | Lydia Ierodiaconou | Veronika Bauer | Xu Nannan |
| 22 novembre 2003 | Saas-Fee             | Half-pipe           | Marie Martinod | Virginie Faivre | Marie Andrieux |
| 23 novembre 2003 | Saas-Fee             | Ski cross           | Saša Farič | Franziska Steffen | Magdalena Iljans |
| 5 décembre 2003  | Ruka                 | Saut                | Alisa Camplin | Li Nina | Kate Reed (pl) |
| 6 décembre 2003  | Ruka                 | Bosses              | Kari Traa | Jennifer Heil | Hannah Kearney |
| 10 décembre 2003 | Tignes               | Bosses              | Épreuves annulées à cause de températures trop élevées. Les bosses sont reprises à Madonna di Campiglio le 19 décembre 2003 et le ski cross à Pozza di Fassa le 10 janvier 2004. | Épreuves annulées à cause de températures trop élevées. Les bosses sont reprises à Madonna di Campiglio le 19 décembre 2003 et le ski cross à Pozza di Fassa le 10 janvier 2004. | Épreuves annulées à cause de températures trop élevées. Les bosses sont reprises à Madonna di Campiglio le 19 décembre 2003 et le ski cross à Pozza di Fassa le 10 janvier 2004. |
| 11 décembre 2003 | Tignes               | Ski cross           | Épreuves annulées à cause de températures trop élevées. Les bosses sont reprises à Madonna di Campiglio le 19 décembre 2003 et le ski cross à Pozza di Fassa le 10 janvier 2004. | Épreuves annulées à cause de températures trop élevées. Les bosses sont reprises à Madonna di Campiglio le 19 décembre 2003 et le ski cross à Pozza di Fassa le 10 janvier 2004. | Épreuves annulées à cause de températures trop élevées. Les bosses sont reprises à Madonna di Campiglio le 19 décembre 2003 et le ski cross à Pozza di Fassa le 10 janvier 2004. |
| 19 décembre 2003 | Madonna di Campiglio | Bosses,             | Jennifer Heil | Shannon Bahrke | Margarita Marbler |
| 20 décembre 2003 | Madonna di Campiglio | Bosses              | Kari Traa | Shannon Bahrke | Stéphanie St-Pierre |
| 7 janvier 2004   | Les Contamines       | Ski cross           | Ophélie David | Franziska Steffen | Valentine Scuotto |
| 8 janvier 2004   | Les Contamines       | Half-pipe           | Épreuve reportée au 8 mars 2004. | Épreuve reportée au 8 mars 2004. | Épreuve reportée au 8 mars 2004. |
| 10 janvier 2004  | Pozza di Fassa       | Ski cross,          | Franziska Steffen | Aleisha Cline (en) | Ophélie David |
| 11 janvier 2004  | Pozza di Fassa       | Ski cross           | Aleisha Cline (en) | Franziska Steffen | Ophélie David |
| 10 janvier 2004  | Mont Tremblant       | Bosses              | Stéphanie St-Pierre | Jennifer Heil | Shannon Bahrke |
| 11 janvier 2004  | Mont Tremblant       | Saut                | Alisa Camplin | Li Nina | Deidra Dionne |
| 16 janvier 2004  | Lake Placid          | Saut                | Jiao Wang | Li Nina | Lydia Ierodiaconou |
| 17 janvier 2004  | Lake Placid          | Bosses              | Jennifer Heil | Shannon Bahrke | Stéphanie St-Pierre |
| 18 janvier 2004  | Lake Placid          | Saut                | Alisa Camplin | Lydia Ierodiaconou | Assoli Slivets |
| 18 janvier 2004  | Laax                 | Ski cross           | Magdalena Iljans | Josefiina Kilpinen (fi) | Valentine Scuotto |
| 24 janvier 2004  | Fernie               | Bosses en parallèle | Elisa Kurylowicz (pl) | Jillian Vogtli (en) | Shelly Robertson (pl) |
| 25 janvier 2004  | Fernie               | Saut                | Alisa Camplin | Veronika Bauer | Meredith Gardner |
| 30 janvier 2004  | Deer Valley          | Bosses              | Kari Traa | Hannah Kearney | Jennifer Heil |
| 31 janvier 2004  | Deer Valley          | Saut                | Alisa Camplin | Lydia Ierodiaconou | Evelyne Leu |
| 31 janvier 2004  | Deer Valley          | Bosses en parallèle | Kari Traa | Sara Kjellin (sv) | Margarita Marbler |
| 31 janvier 2004  | Špindlerův Mlýn      | Ski cross           | Ophélie David | Josefiina Kilpinen (fi) | Magdalena Iljans |
| 14 février 2004  | Inawashiro           | Bosses              | Margarita Marbler | Jennifer Heil | Jillian Vogtli (en) |
| 15 février 2004  | Inawashiro           | Bosses en parallèle | Margarita Marbler | Jennifer Heil | Kari Traa |
| 14 février 2004  | Harbin               | Saut                | Alisa Camplin | Evelyne Leu | Veronika Bauer |
| 15 février 2004  | Harbin               | Saut                | Lydia Ierodiaconou | Anna Zukal (pl) | Alisa Camplin |
| 21 février 2004  | Mont Naeba           | Ski cross           | Aleisha Cline (en) | Magdalena Iljans | Seraina Murk (de) |
| 22 février 2004  | Mont Naeba           | Bosses              | Hannah Kearney | Margarita Marbler | Laurel Shanley (pl) |
| 28 février 2004  | Špindlerův Mlýn      | Saut                | Li Nina | Alisa Camplin | Lydia Ierodiaconou |
| 29 février 2004  | Špindlerův Mlýn      | Bosses              | Jennifer Heil | Kari Traa | Margarita Marbler |
| 6 mars 2004      | Airolo               | Bosses              | Épreuve annulée | Épreuve annulée | Épreuve annulée |
| 7 mars 2004      | Airolo               | Bosses              | Hannah Kearney | Margarita Marbler | Jennifer Heil |
| 8 mars 2004      | Les Contamines       | Half-pipe,          | Marie Martinod | Virginie Faivre | Kari Traa |
| Finales          |                      |                     | | | |
| 10 mars 2004     | Sauze d'Oulx         | Saut                | Alisa Camplin | Evelyne Leu | Meredith Gardner |
| 12 mars 2004     | Sauze d'Oulx         | Ski cross           | Ophélie David | Josefiina Kilpinen (fi) | Aleisha Cline (en) |
| 13 mars 2004     | Sauze d'Oulx         | Half-pipe           | Marie Martinod | Virginie Faivre | Kari Traa |
| 14 mars 2004     | Sauze d'Oulx         | Bosses              | Kari Traa | Hannah Kearney | Margarita Marbler |

### Résultats officiels
1. ↑  (en) « Mt. Buller (AUS) World Cup - Men's aerials », sur fis-ski.com (consulté le 10 mars 2021)
2. ↑  (en) « Mt. Buller (AUS) World Cup - Men's aerials », sur fis-ski.com (consulté le 10 mars 2021)
3. ↑  (en) « Saas-Fee (SUI) World Cup - Men's halfpipe », sur fis-ski.com (consulté le 10 mars 2021)
4. ↑  (en) « Saas-Fee (SUI) World Cup - Men's ski cross », sur fis-ski.com (consulté le 10 mars 2021)
5. ↑  (en) « Ruka (FIN) World Cup - Men's aerials », sur fis-ski.com (consulté le 10 mars 2021)
6. ↑  (en) « Ruka (FIN) World Cup - Men's moguls », sur fis-ski.com (consulté le 10 mars 2021)
7. ↑  (en) « Madonna di Campiglio (ITA) World Cup - Men's moguls », sur fis-ski.com (consulté le 11 mars 2021)
8. ↑  (en) « Madonna di Campiglio (ITA) World Cup - Men's moguls », sur fis-ski.com (consulté le 11 mars 2021)
9. ↑  (en) « Les Contamines (FRA) World Cup - Men's ski cross », sur fis-ski.com (consulté le 11 mars 2021)
10. ↑  (en) « Pozza di Fassa (ITA) World Cup - Men's ski cross », sur fis-ski.com (consulté le 11 mars 2021)
11. ↑  (en) « Pozza di Fassa (ITA) World Cup - Men's ski cross », sur fis-ski.com (consulté le 11 mars 2021)
12. ↑  (en) « Mont Tremblant (CAN) World Cup - Men's Moguls », sur fis-ski.com (consulté le 11 mars 2021)
13. ↑  (en) « Mont Tremblant (CAN) World Cup - Men's aerials », sur fis-ski.com (consulté le 11 mars 2021)
14. ↑  (en) « Lake Placid, NY (USA) World Cup - Men's aerials », sur fis-ski.com (consulté le 11 mars 2021)
15. ↑  (en) « Lake Placid, NY (USA) World Cup - Men's moguls », sur fis-ski.com (consulté le 11 mars 2021)
16. ↑  (en) « Lake Placid, NY (USA) World Cup - Men's aerials », sur fis-ski.com (consulté le 11 mars 2021)
17. ↑  (en) « Laax (SUI) World Cup - Men's ski cross », sur fis-ski.com (consulté le 11 mars 2021)
18. ↑  (en) « Fernie (CAN) World Cup - Men's dual moguls », sur fis-ski.com (consulté le 11 mars 2021)
19. ↑  (en) « Fernie (CAN) World Cup - Men's aerials », sur fis-ski.com (consulté le 11 mars 2021)
20. ↑  (en) « Dear Valley (USA) World Cup - Men's moguls », sur fis-ski.com (consulté le 12 mars 2021)
21. ↑  (en) « Dear Valley (USA) World Cup - Men's dual aerials », sur fis-ski.com (consulté le 12 mars 2021)
22. ↑  (en) « Dear Valley (USA) World Cup - Men's dual moguls », sur fis-ski.com (consulté le 12 mars 2021)
23. ↑  (en) « Spindleruv Mlyn (CZE) World Cup - Women's skicross », sur fis-ski.com (consulté le 12 mars 2021)
24. ↑  (en) « Inawashiro (JPN) World Cup - Men's moguls », sur fis-ski.com (consulté le 12 mars 2021)
25. ↑  (en) « Inawashiro (JPN) World Cup - Men's dual moguls », sur fis-ski.com (consulté le 12 mars 2021)
26. ↑  (en) « Harbin/Long-zhu (CHN) World Cup - Men's aerials », sur fis-ski.com (consulté le 12 mars 2021)
27. ↑  (en) « Harbin/Long-zhu (CHN) World Cup - Men's aerials », sur fis-ski.com (consulté le 12 mars 2021)
28. ↑  (en) « Naeba (JPN) World Cup - Men's ski cross », sur fis-ski.com (consulté le 12 mars 2021)
29. ↑  (en) « Naeba (JPN) World Cup - Men's moguls », sur fis-ski.com (consulté le 12 mars 2021)
30. ↑  (en) « Spindleruv Mlyn (CZE) World Cup - Men's aerials », sur fis-ski.com (consulté le 12 mars 2021)
31. ↑  (en) « Spindleruv Mlyn (CZE) World Cup - Men's moguls », sur fis-ski.com (consulté le 12 mars 2021)
32. ↑  (en) « Airolo (SUI) World Cup - Men's aerials », sur fis-ski.com (consulté le 12 mars 2021)
33. ↑  (en) « Les Contamines (FRA) World Cup - Men's halfpipe », sur fis-ski.com (consulté le 12 mars 2021)
34. ↑  (en) « Sauze d'Oulx (ITA) World Cup - Men's aerials », sur fis-ski.com (consulté le 12 mars 2021)
35. ↑  (en) « Sauze d'Oulx (ITA) World Cup - Men's ski cross », sur fis-ski.com (consulté le 12 mars 2021)
36. ↑  (en) « Bardonecchia (ITA) World Cup - Men's halfpipe », sur fis-ski.com (consulté le 12 mars 2021)
37. ↑  (en) « Sauze d'Oulx (ITA) World Cup - Men's moguls », sur fis-ski.com (consulté le 12 mars 2021)
38. ↑  (en) « Mt. Buller (AUS) World Cup - Women's aerials », sur fis-ski.com (consulté le 12 mars 2021)
39. ↑  (en) « Mt. Buller (AUS) World Cup - Women's aerials », sur fis-ski.com (consulté le 12 mars 2021)
40. ↑  (en) « Saas-Fee (SUI) World Cup - Women's halfpipe », sur fis-ski.com (consulté le 12 mars 2021)
41. ↑  (en) « Saas-Fee (SUI) World Cup - Women's ski cross », sur fis-ski.com (consulté le 12 mars 2021)
42. ↑  (en) « Ruka (FIN) World Cup - Women's aerials », sur fis-ski.com (consulté le 15 mars 2021)
43. ↑  (en) « Ruka (FIN) World Cup - Women's moguls », sur fis-ski.com (consulté le 15 mars 2021)
44. ↑  (en) « Madonna di Campiglio (ITA) World Cup - Women's moguls », sur fis-ski.com (consulté le 15 mars 2021)
45. ↑  (en) « Madonna di Campiglio (ITA) World Cup - Women's moguls », sur fis-ski.com (consulté le 15 mars 2021)
46. ↑  (en) « Les Contamines (FRA) World Cup - Women's ski cross », sur fis-ski.com (consulté le 15 mars 2021)
47. ↑  (en) « Pozza di Fassa (ITA) World Cup - Women's ski cross », sur fis-ski.com (consulté le 15 mars 2021)
48. ↑  (en) « Pozza di Fassa (ITA) World Cup - Women's ski cross », sur fis-ski.com (consulté le 15 mars 2021)
49. ↑  (en) « Mont Tremblant (CAN) World Cup - Women's Moguls », sur fis-ski.com (consulté le 15 mars 2021)
50. ↑  (en) « Mont Tremblant (CAN) World Cup - Women's aerials », sur fis-ski.com (consulté le 15 mars 2021)
51. ↑  (en) « Lake Placid, NY (USA) World Cup - Women's aerials », sur fis-ski.com (consulté le 15 mars 2021)
52. ↑  (en) « Lake Placid, NY (USA) World Cup - Women's moguls », sur fis-ski.com (consulté le 15 mars 2021)
53. ↑  (en) « Lake Placid, NY (USA) World Cup - Women's aerials », sur fis-ski.com (consulté le 15 mars 2021)
54. ↑  (en) « Laax (SUI) World Cup - Women's ski cross », sur fis-ski.com (consulté le 15 mars 2021)
55. ↑  (en) « Fernie (CAN) World Cup - Women's dual moguls », sur fis-ski.com (consulté le 15 mars 2021)
56. ↑  (en) « Fernie (CAN) World Cup - Women's aerials », sur fis-ski.com (consulté le 15 mars 2021)
57. ↑  (en) « Dear Valley (USA) World Cup - Women's moguls », sur fis-ski.com (consulté le 15 mars 2021)
58. ↑  (en) « Dear Valley (USA) World Cup - Women's dual aerials », sur fis-ski.com (consulté le 15 mars 2021)
59. ↑  (en) « Dear Valley (USA) World Cup - Women's dual moguls », sur fis-ski.com (consulté le 15 mars 2021)
60. ↑  (en) « Spindleruv Mlyn (CZE) World Cup - Women's skicross », sur fis-ski.com (consulté le 15 mars 2021)
61. ↑  (en) « Inawashiro (JPN) World Cup - Women's moguls », sur fis-ski.com (consulté le 15 mars 2021)
62. ↑  (en) « Inawashiro (JPN) World Cup - Women's dual moguls », sur fis-ski.com (consulté le 15 mars 2021)
63. ↑  (en) « Harbin/Long-zhu (CHN) World Cup - Women's aerials », sur fis-ski.com (consulté le 15 mars 2021)
64. ↑  (en) « Harbin/Long-zhu (CHN) World Cup - Women's aerials », sur fis-ski.com (consulté le 15 mars 2021)
65. ↑  (en) « Naeba (JPN) World Cup - Women's ski cross », sur fis-ski.com (consulté le 15 mars 2021)
66. ↑  (en) « Naeba (JPN) World Cup - Women's moguls », sur fis-ski.com (consulté le 15 mars 2021)
67. ↑  (en) « Spindleruv Mlyn (CZE) World Cup - Women's aerials », sur fis-ski.com (consulté le 15 mars 2021)
68. ↑  (en) « Spindleruv Mlyn (CZE) World Cup - Women's moguls », sur fis-ski.com (consulté le 15 mars 2021)
69. ↑  (en) « Airolo (SUI) World Cup - Women's aerials », sur fis-ski.com (consulté le 15 mars 2021)
70. ↑  (en) « Les Contamines (FRA) World Cup - Women's halfpipe », sur fis-ski.com (consulté le 15 mars 2021)
71. ↑  (en) « Sauze d'Oulx (ITA) World Cup - Women's aerials », sur fis-ski.com (consulté le 15 mars 2021)
72. ↑  (en) « Sauze d'Oulx (ITA) World Cup - Women's ski cross », sur fis-ski.com (consulté le 15 mars 2021)
73. ↑  (en) « Bardonecchia (ITA) World Cup - Women's halfpipe », sur fis-ski.com (consulté le 15 mars 2021)
74. ↑  (en) « Sauze d'Oulx (ITA) World Cup - Women's moguls », sur fis-ski.com (consulté le 15 mars 2021)